# Convair B-36 Peacemaker
Convair B-36 Peacemaker var ett amerikanskt tungt bombflygplan som utvecklades av Convair under slutet av andra världskriget. Det var när det byggdes världens största flygplan och är än idag världens största propellerdrivna stridsflygplan. Den är därtill världens största serieproducerade kolvmotordrivna flygplan och det stridsflygplan som har störst spännvidd.

## Utveckling
Redan före attacken mot Pearl Harbor i december 1941 hyste USA farhågor om att landet skulle bli indraget i kriget i Europa. Dessutom fruktade man att Storbritannien inte skulle kunna hålla stånd mot en tysk invasion och att bombflyget därför skulle behöva anfalla mål i Europa från baser i USA. Man kände också till att Tyskland arbetade på bombflygplan med motsvarande kapacitet som Messerschmitt Me 264. Därför tog US Army Air Corps fram specifikationer på ett bombflygplan med interkontinental räckvidd, en toppfart på 700 km/h och en maxhöjd på 14 000 meter. Kraven visade sig vara ouppnåeliga med dåtidens teknologi och kraven, framför allt på toppfart, bantades därför betydligt. Två konstruktioner uppfyllde de reviderade specifikationerna; Northrop XB-35 och Consolidated XB-36. Northrops konstruktion var en flygande vinge som visserligen utlovade bättre prestanda i ett mindre och billigare flygplan, men tekniken var ny och oprövad varför Consolidateds mer konventionella konstruktion verkade vara ett säkrare kort.
Den 20 juli 1942 var en fullskalemodell färdigbyggd och klar att inspekteras av AAF. Inspektionen utlöste en infekterad debatt om huruvida den defensiva beväpningen var nödvändig eller om den kunde elimineras för att ge flygplanet bättre prestanda. Efter de japanska framgångarna i andra kinesisk-japanska kriget blev det allt mer osäkert ifall B-17 Flying Fortresses och B-24 Liberators kunde fortsätta att operera från baser i Kina. Behovet av B-36 blev därmed större eftersom man då behövde bombflygplan som kunde nå mål i Japan från baser på Hawaii. USA:s krigsminister Henry L. Stimson beslutade därför att kringgå normala upphandlingsprocedurer och utfärdade 23 juli 1943 en avsiktsförklaring till Convair om inköp av 100 stycken B-36:or under förutsättning att produktionen kunde vara igång inom två år. Convair accepterade och innan året var slut undertecknades ett kontrakt värt 160 miljoner USD.
Trots att projektet var prioriterat så gick det långsamt, framför allt motorerna var en källa till bekymmer. Efter att USA erövrat Marianerna i augusti 1944 fick man genom flygfältet på Tinian tillgång till en bas som låg på bekvämt avstånd till Japan. Hotet att Storbritannien skulle bli invaderat av Tyskland var också överspelat och AAF tyckte därför att Convair skulle prioritera ner B-36 och i stället koncentrera sig på att tillverka B-32 Dominator. Convair hade dock redan ett kontrakt på 100 stycken B-36 och var fast beslutna att efterleva det. Efter krigsslutet 1945 skars flygplansproduktionen ner drastiskt, men det påverkade inte B-36. Slutsatsen var att i ett framtida krig skulle ett bombflygplan med interkontinental räckvidd vara nödvändigt, det visades inte minst av de uppoffringar som gjorts för att erövra basen på Tinian. Den 6 augusti 1945 beslutade därför flygkårschefen Henry H. Arnold att produktionen av B-36 skulle fortsätta.
Utvecklingen fortsatte dock att dras med problem och förändrade förutsättningar. Kravet på att radarn AN/APQ-7 skulle installeras ökade vikten med ett ton och försköt tyngdpunkten framåt. Flygplanet hade så högt marktryck att bara tre flygbaser i USA hade landningsbanor starka nog att bära upp flygplanets vikt. Dessutom drabbades Convair av strejker i fabriken i Fort Worth. Den 8 augusti 1946 lyfte till sist den första prototypen för en flygning på 37 minuter. För att komma till rätta med det höga marktrycket prövades flera olika typer av landställ, inklusive ett med larvband. Den bästa lösningen visade sig vara ett landningsställ med boggi för fyra hjul.
När B-36 började konstrueras fanns inga jetflygplan och inga jaktflygplan kunde flyga på den höjd som den var tänkt att verka på. När den väl togs i tjänst hade första generationens jetjaktplan gjort entré. De kunde flyga betydligt fortare än B-36 och nästan lika högt. För att B-36 fortfarande skulle ha en rimlig chans att klara sig övre fientligt territorium behövde prestandan ökas. De Wasp Major-motorer som användes hade redan en hög grad av överladdning och ett försök att öka verkningsgraden mer genom att göra dem till turbocompoundmotorer föll inte ut särskilt väl. En mer lyckad metod var att hänga på fyra stycken General Electric J47 jetmotorer utanför de ordinarie motorerna. De ökade maxhastigheten och kortade startsträckan, men de hade jämförelsevis dålig bränsleekonomi och var därför avstängda under större delen av flygningen. Strax efteråt införde man också ett ombyggnadsprogram där det mesta av den defensiva beväpningen togs bort för att göra flygplanet lättare och därmed öka maxhöjden.

### Experiment

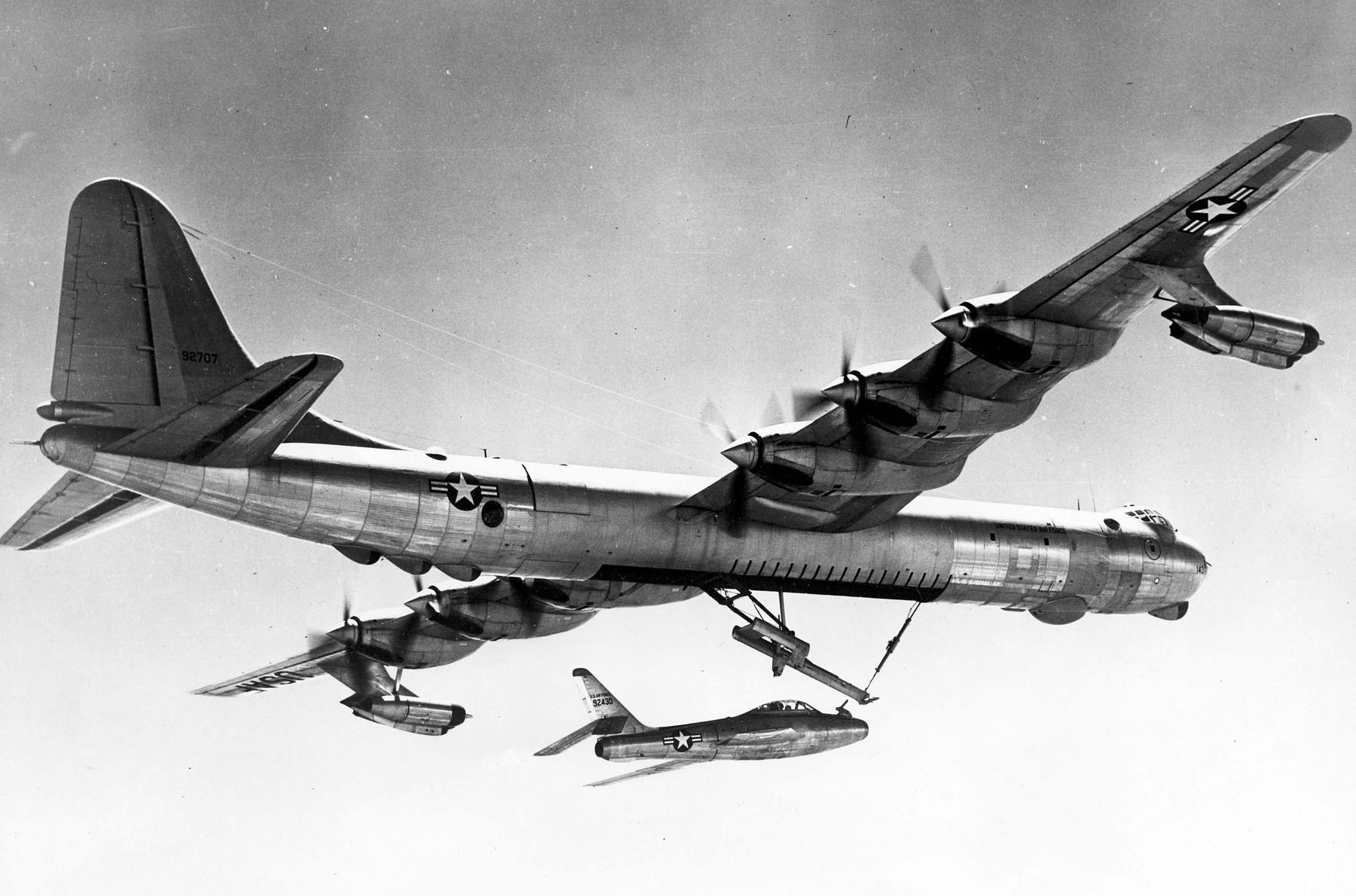
En Republic YRF-84F dockar i luften med en Convair GRB-36F.

För att öka det stora bombflygplanets överlevnadschanser planerade man att införa möjligheten att bära med sig ett McDonnell XF-85 Goblin parasitjaktflygplan för försvar i ett av de främre av de fyra bombutrymmena. Två stycken XF-85 byggdes och provades 1948 i en Boeing B-29 Superfortress. XF-85 var litet och lättmanövrerat, men det hade klen beväpning. Den största nackdelen var dock svårigheten att flyga det lilla och lätta flygplanet i turbulensen under ett stort bombflygplan. Det visade sig under första testflygningen där XF-85:an kolliderade med dockningsarmen varvid huven över cockpiten krossades. Tio stycken RB-36 fick trots det förmågan att bära med sig det något större flygplanet Republic RF-84F Thunderflash för speciella spaningsuppdrag. Systemet kallades FICON (FIghter CONveyor) och användes i begränsad omfattning i mitten av 1950-talet tills lufttankning och Lockheed U-2 gjorde det komplicerade systemet obehövligt.
Ett än mer exotiskt experiment var NB-36H. Det var en av de B-36:or som skadats i tornadon över Fort Worth 1952 och byggdes om med luftkyld kärnreaktor på 3 MW och en speciellt skärmad cockpit för att skydda besättningen mot strålningen. Flygplanet drevs inte av reaktorn utan användes bara för att testa reaktorn i luften och skärmningen. Flygplanet genomförde 47 testflygningar mellan 1955 och 1957. Totalt flög flygplanet 215 timmar varav reaktorn var kritisk under 89 av dessa. Hela projektet med atomdrivna bombflygplan lades ner 1961.

## Användning
I slutet av 1948 blev den första divisionen med B-36:or i Fort Worth operativ. Första övningen genomfördes 7 december 1948 (till minne av attacken mot Pearl Harbor 1941) när en B-36 flög från Fort Worth till Hawaii, släppte en bomblast på 4 500 kg och återvände till Fort Worth utan bränslepåfyllning. Flygningen sträckte sig över 13 000 km och tog 35 timmar och 30 minuter. Året efter hotades hela B-36-projektet av försvarsnedskärningar och politisk kontrovers. President Harry Truman valde att behålla B-36 och i stället skrota flottans program för ett nytt superhangarfartyg, något som ledde till skarp kritik från flottan i den så kallade amiralernas revolt som specifikt riktade in sig på B-36 som påstods vara ineffektivt. Berlinblockaden som började sommaren 1948 markerade början på kalla kriget satte stopp för vidare försvarsnedskärningar. Även om B-36 inte från början var byggd att bära kärnvapen var den fram tills att Boeing B-52 Stratofortress togs i tjänst 1955 det enda flygplan som klarade av att bära USA:s första generation vätebomber.
Den 1 september 1952 drabbades strategiska flygkommandot av en katastrof som i ett slag oskadliggjorde hälften av USA:s alla strategiska bombflygplan. En tornado som drog fram över Fort Worth och skadade 71 stycken B-36:or. Eftersom det inte fanns hangarer stora nog för B-36 stod de ute i det fria. 51 av flygplanen kunde repareras inom två månader och bara en blev så förstörd att den fick skrotas. Förutom den incidenten förlorades nio flygplan i olyckor.
B-36 har aldrig använts i strid, men spaningsversionerna RB-36 användes i början av kalla kriget för spaningsflygningar över Sovjetunionen. Ett uppdrag som under andra hälften av 1950-talet övertogs av Lockheed U-2 samtidigt som Boeing B-52 Stratofortress ersatte B-36 som bombflygplan.

## Konstruktion

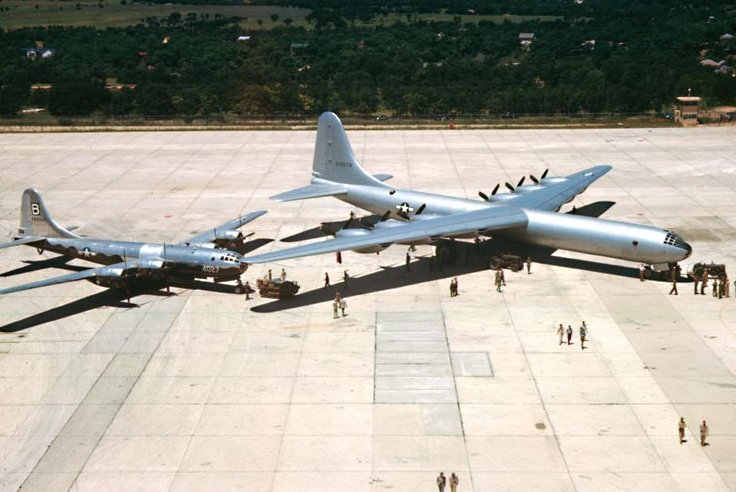
B-36:ans enorma storlek framstår tydligt när den jämförs med andra världskrigets största bombflygplan B-29.

B-36 var när det byggdes världens största flygplan och än idag är dess storlek, framför allt vingarna, imponerade. Spännvidden var 70 meter och tjockleken vid vingroten var 2,3 meter. Tillräckligt tjock för en tunnel med kryphöjd ut till motorerna för att tillåta översyn och service under flygning. Tunneln var dock inte trycksatt och kunde därför bara användas på låg höjd. Vingytan på över 440 m² och de sex överladdade motorerna gjorde att B-36 kunde flyga över 12 000 meter, högre än de flesta andra flygplan. Motorerna satt monterade i vingens bakkant och drev var sin skjutande, trebladig propeller med 5,8 meters diameter, de näst största propellrar som någonsin monterats på ett flygplan. Eftersom motorerna var monterade bak-och-fram sögs insugsluften direkt in i förgasaren utan att först passera de varma cylindrarna. Det gjorde dels att kylningen inte blev lika effektiv, dels problem med is i förgasaren. Isen som byggdes upp i insugningsröret gjorde att förgasaren fick mindre luft och att bränsleblandningen blev fetare tills oförbränt bränsle antändes i avgasröret, en vanlig orsak till motorbrand. Det gjorde även att tändstiften sotade igen och att byta de 336 tändstiften var ett tidsödande arbete.
De första prototyperna hade landningsställ med bara ett hjul. Med en diameter på 2,97 meter och vikt på 600 kg var de största gummidäck som dittills tillverkats. Med dessa hjul blev marktrycket så högt att bara tre flygbaser i USA hade landningsbanor starka nog att klara en B-36:a. För att komma runt problemet testades flera olika typer av landningsställ. Det mest okonventionella var ett landningsställ med larvband som visserligen gav överlägset lägst marktryck, men som i gengäld hade alltför stort rullmotstånd. I de serieproducerade flygplanen hade landningsställen i stället en boggi med fyra hjul med 1,4 meter diameter.
Den defensiva beväpningen bestod av 20 mm M24A1 automatkanoner monterade parvis i fjärrstyrda torn. Tornen i nosen och i stjärten var fast monterade medan de sex kanontornen i flygkroppen var infällbara för att minska luftmotståndet. Från och med 1954 började man montera bort de infällbara tornen för att spara vikt. Den sista modellen B-36J hade bara två automatkanoner i stjärttornet. Den offensiva beväpningen bestod av upp till 32 700 kg bomber. B-36 var det enda flygplan som kunde bära den gigantiska flygbomben T-12 Cloudmaker som vägde nästan 20 ton (med reducerad bränslemängd kunde två sådana bäras) eller den lika stora vätebomben Mark 17. En mer ”normal” bomblast bestod av 132 stycken 227 kg (500 lb) bomber.

## Varianter

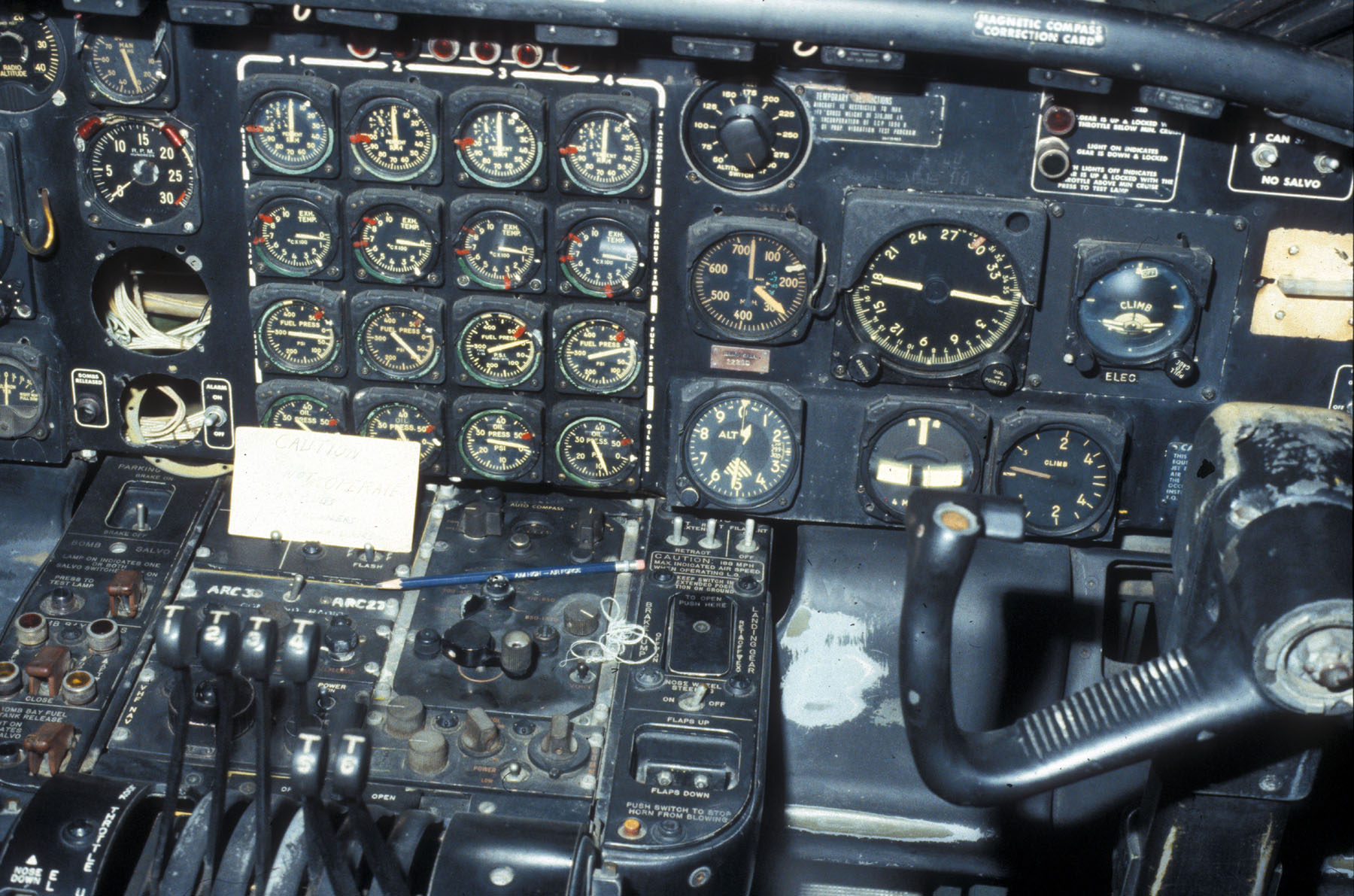
Cockpit av Convair B-36J

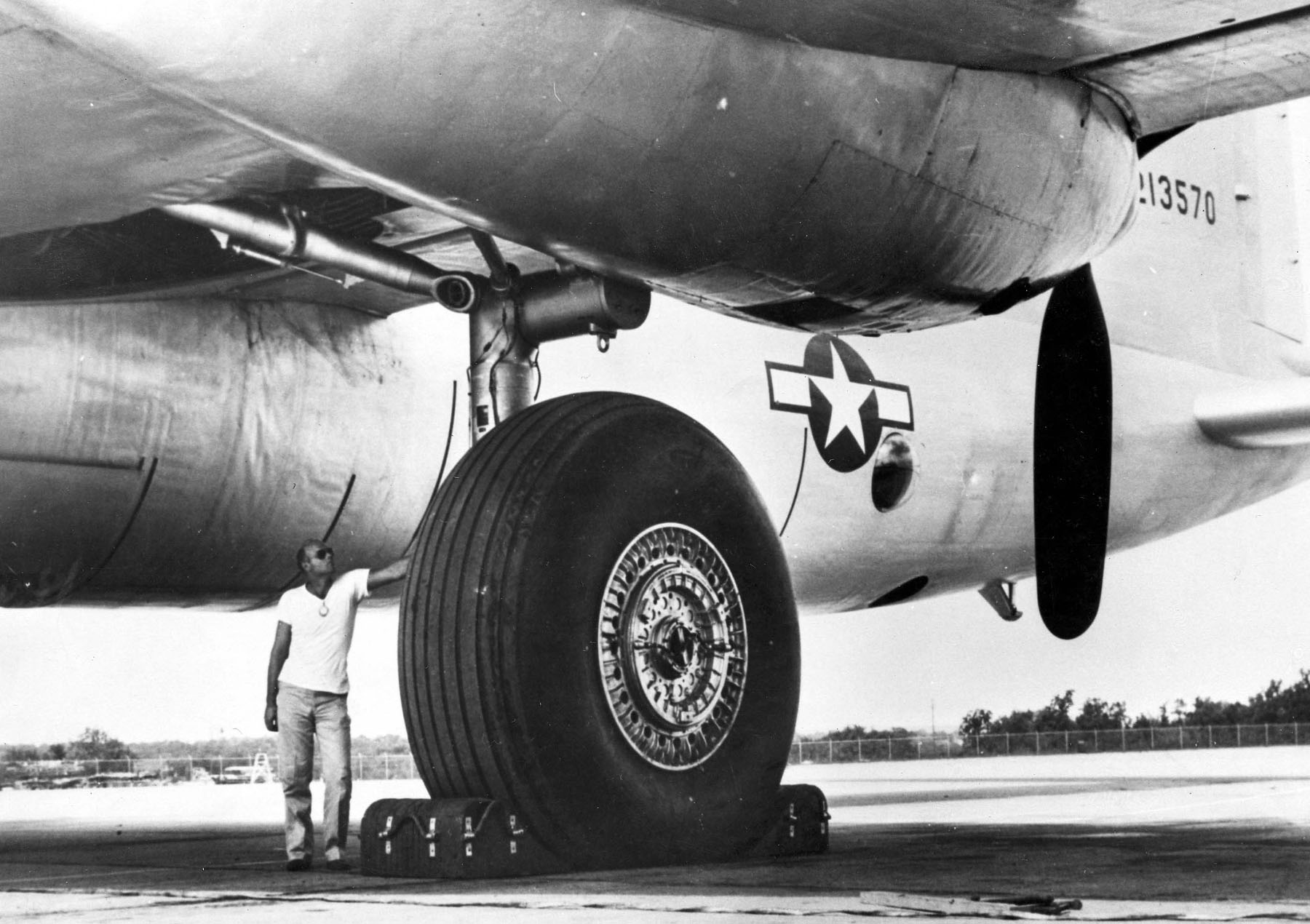
Däcket på prototypens landningsställ var de största gummidäck som dittills tillverkats. Deras höga marktryck gjorde dock att de i produktion byttes ut mot boggis med fyra mindre hjul.

- XB-36 – Första prototypen med R-4360-25 motorer och landningsställ med enorma enkelhjul.
- YB-36 – Andra prototypen med R-4360-41 motorer, ny cockpit och andra förbättringar.
- B-36A – Förproduktionsserie med fyrhjuligt landningsställ. 22 byggda.
- B-36B – Fullt utrustad produktionsserie med totalt 16 automatkanoner i fjärrstyrda torn. De flesta utrustades i eterhand med samma jetmotorer som B-36D. 73 byggda.
- RB-36B – B-36B utrustade för fotospaning med 14 kameror, 80 lysbomber och tryckkabin med mörkrum. 30 ombyggda från B-36B.
- B-36C – Projekterad version med turbocompoundmotorer (Variable Discharge Turbine). Inga byggda.
- B-36D – Andra produktionsserien med fyra stycken General Electric J47 jetmotorer som komplement till kolvmotorerna. 22 byggda.
- RB-36D – B-36D utrustade för fotospaning med 23 kameror, 80 lysbomber och mörkrum. 17 byggda.
- ERB-36D – En RB-36D ombyggd för att kunna bära en kamera med 6 096 mm brännvidd. Den så kallade Bostonkameran vägde 3 ton och är den största kamera som tillverkats.
- RB-36E – YB-36 och 21 stycken B-36A ombyggda enligt samma specifikation som RB-36D.
- B-36F – Som B-36D men med R-4360-53 motorer på 3 800 hk vardera. 34 byggda.
- RB-36F – Spaningsversion liknande RB-36D med samma motorer som B-36F.
- GRB-36F – En RB-36F ombyggd att kunna bära en Republic RF-84F Thunderflash dockad i bombutrymmet.
- B-36H – Som B-36F men med ny cockpit och annan utrustning. 83 byggda.
- NB-36H – En B-36H ombyggd med en 3 MW luftkyld reaktor och avskärmning mot strålning.
- RB-36H – Spaningsversion av B-36H. 73 byggda.
- B-36J – Som B-36H men med förstärkt landningsställ, mer bränsle och med reducerad defensiv beväpning för högre maxhöjd.
- GRB-36J – Ett antal B-36J ombyggda på samma sätt som GRB-36F.
- YB-60 – Prototyp med svepta vingar och enbart jetmotorer. Användes för evaluering mot B-52.
- XC-99 – Passagerarversion av B-36 med sittplatser för 400 passagerare fördelade på två däck. En byggd.
- X-6 – Projekterad atomdriven version av B-36. Reaktorn HTRE-3 byggdes och testades i NB-36H, men något atomdrivet flygplan byggdes aldrig.

## Fotnoter
1. ↑  Flygbåten Hughes H-4 Hercules tog över rollen som världens största flygplan 1947 och är fortfarande världens största propellerdrivna flygplan. Antonov An-22 är större än B-36 men räknas inte som ett stridsflygplan. Tupolev Tu-95 är nästan lika stor som B-36 men är tre meter kortare och har några ton mindre startvikt.
2. ↑  Consolidated hade precis gått ihop med Vultee Aircraft och bildat Convair
3. ↑  Linke-Hofmann R.II hade en enda propeller med en diameter på 6,9 meter.